# George Kołodziej
George Kołodziej, nato Jerzy Kołodziej (Dobra, 17 maggio 1968), è un vescovo cattolico polacco naturalizzato australiano, dal 6 gennaio 2025 vescovo di Bunbury.

## Biografia
Jerzy Kołodziej è nato il 17 maggio 1968 a Dobra, un villaggio nel distretto di Limanowa nel voivodato della Piccola Polonia.
Il 7 settembre 1987 è entrato nei Salvatoriani e ha emesso la professione solenne l'8 settembre 1992. È stato ordinato presbitero il 28 maggio 1994 dal cardinale Franciszek Macharski.
Ha conseguito un master in teologia e in psicoterapia, e successivamente un diploma post-laurea in studi sulle dipendenze.
Nel 1994 è stato inviato in Australia e assegnato alla Provincia Australiana dei Salvatoriani: ha svolto il suo servizio pastorale nell'arcidiocesi di Perth e nella diocesi di Bunbury. Nel 1996 è stato nominato vicario parrocchiale di St. Anthony a Greenmount, nel 1997 cappellano del Chisholm Catholic College a Perth e nel 1999 vice superiore della Regione Australiana dei Salvatoriani. È stato poi trasferito nella diocesi di Broken Bay, dove è stato in seguito cappellano dei Salvatoriani a Wahroonga, un sobborgo di Sydney, dal 2001 al 2008, vicario di Pymble, sempre a Sydney, dal 2001 al 2003, vicario di East Gosford dal 2003 al 2008 e parroco di Pittwater dal 2008 al 2018, entrambe località nel Nuovo Galles del Sud.
È stato coinvolto nel ministero giovanile e ha organizzato i viaggi per la Giornata mondiale della gioventù. È stato membro del consiglio presbiterale e del collegio dei consultori della diocesi. Nel 2017 è diventato membro della Commissione per la formazione salvatoriana e ha assunto l'incarico di padre spirituale presso la Salvatorian Formation House di Melbourne. Nel 2018 è diventato Superiore dei Salvatoriani della Regione Australiana e nel 2019 anche direttore del Centro per la Spiritualità Salvatoriana e cappellano presso l'Ufficio per l'Educazione Cattolica dell'Australia Occidentale. È stato membro del Consiglio delle congregazioni religiose cattoliche in Australia, del Consiglio del ministero della gioventù cattolica e del Consiglio dell'associazione dei genitori delle scuole cattoliche. Ha poi lavorato anche come psicoterapeuta per le dipendenze presso un centro di riabilitazione sulla costa centrale del Nuovo Galles del Sud.
Il 6 gennaio 2025 papa Francesco lo ha nominato vescovo di Bunbury. Ha ricevuto l'ordinazione episcopale il 19 marzo seguente nella cattedrale di San Patrizio per imposizione delle mani dall'arcivescovo Timothy Costelloe, arcivescovo metropolita di Perth, co-consacranti Gerard Holohan, suo predecessore e Karol Kulczycki, vescovo di Port Pirie.

## Genealogia episcopale
La genealogia episcopale è:
- Cardinale Scipione Rebiba
- Cardinale Giulio Antonio Santori
- Cardinale Girolamo Bernerio, O.P.
- Arcivescovo Galeazzo Sanvitale
- Cardinale Ludovico Ludovisi
- Cardinale Luigi Caetani
- Cardinale Ulderico Carpegna
- Cardinale Paluzzo Paluzzi Altieri degli Albertoni
- Papa Benedetto XIII
- Papa Benedetto XIV
- Papa Clemente XIII
- Cardinale Marcantonio Colonna
- Cardinale Giacinto Sigismondo Gerdil, B.
- Cardinale Giulio Maria della Somaglia
- Cardinale Carlo Odescalchi, S.I.
- Cardinale Costantino Patrizi Naro
- Cardinale Lucido Maria Parocchi
- Cardinale Pietro Respighi
- Cardinale Pietro La Fontaine
- Cardinale Celso Benigno Luigi Costantini
- Cardinale James Robert Knox
- Arcivescovo Thomas Francis Little
- Cardinale George Pell
- Arcivescovo Denis James Hart
- Arcivescovo Timothy Costelloe, S.D.B.
- Vescovo George Kołodziej